# Mohamed Ag Najem
Mohamed Ag Najem, né à la fin des années 1950 dans l'Adrar des Ifoghas, au Mali, est le chef militaire du Mouvement national de libération de l'Azawad.

## Biographie
Né à la fin des années 1950 dans l’Adrar des Ifoghas, fils d'un rebelle touareg tué par l'armée malienne en 1963, il s'installa en Libye à l'âge de 20 ans et s'engagea dans l'armée libyenne. Après une courte formation militaire au camp du 2-Mars, il combattit au Liban puis au Tchad pendant les années 1980 dans la Légion islamique.
En 1990, il retourna au Mali pour participer à une nouvelle rébellion touarègue menée par Iyad Ag Ghali, l'un de ses anciens compagnons à la Légion islamique. L'accord de paix passé entre les rebelles et le gouvernement ne le satisfaisant pas, il repartit en Libye, où il prit la nationalité libyenne, obtint le rang de colonel et fut chargé d'une unité d'élite à Sabha, dans le sud libyen. 
Pendant le siège de Bani Walid par les insurgés du Conseil national de transition (2011), Mohamed Ag Najem quitte la Libye avec ses troupes et regagne le Mali, établissant deux camps dans la région de Kidal. Rejoint par plusieurs officiers maliens déserteurs, il prend la tête du MNLA et lance les attaques sur Ménaka, Aguel'hoc et Tessalit les 17 et 18 janvier 2012.
Il est considéré comme un des leaders de la nouvelle rébellion touarègue et l'ennemi public numéro un au Mali.
Les 17 et 21 mai 2014, il commande les forces du MNLA lors des deuxième et troisième bataille de Kidal qui voient la victoire des forces rebelles contre l'armée malienne.
Du 26 au 28 octobre 2014, les secrétaires-généraux et officiers du MNLA, du HCUA et du MAA se réunissent à Anéfis et le 29 ils annoncent la mise en place d'une coordination militaire regroupant les forces militaires des trois mouvements. Elle se compose de dix officiers et Mohamed Ag Najem en prend le commandement,.